# Hiệp định Thương mại hàng hóa ASEAN
Hiệp định Thương mại hàng hóa ASEAN (gọi tắt là ATIGA) là một trong những Hiệp định cơ bản của AEC, được ký vào tháng 2 năm 2009 và có hiệu lực từ ngày 17 tháng 5 năm 2010, có tiền thân là Hiệp định Ưu đãi thuế quan có hiệu lực chung (CEPT/AFTA) ký năm 1992.

## Khái quát
Hiệp định ATIGA được ký vào tháng 2 năm 2009 và có hiệu lực từ ngày 17 tháng 5 năm 2010, có tiền thân là Hiệp định Ưu đãi thuế quan có hiệu lực chung (CEPT/AFTA) ký năm 1992.
ATIGA là hiệp định toàn diện đầu tiên của ASEAN điều chỉnh toàn bộ thương mại hàng hóa trong nội khối và được xây dựng trên cơ sở tổng hợp các cam kết cắt giảm/loại bỏ thuế quan đã được thống nhất trong CEPT/AFTA cùng các hiệp định, nghị định thư có liên quan.
Việt Nam tham gia ASEAN từ năm 1995 và bắt đầu thực hiện CEPT/AFTA từ năm 1996 và sau này tiếp tục thực hiện ATIGA.
Tại hội nghị Hội đồng Khu vực mậu dịch tự do ASEAN lần thứ 35 (AFTA 35) tổ chức trực tuyến sáng ngày 8 tháng 9 năm 2021, Bộ trưởng Kinh tế của 11 quốc gia thành viên ASEAN đã tổng kết tình hình thực thi và thông qua việc nâng cấp Hiệp định Thương mại hàng hóa ASEAN (ATIGA).

## Nội dung
Trong ATIGA, các nước ASEAN dành cho nhau mức ưu đãi tương đương hoặc thuận lợi hơn mức ưu đãi dành cho các nước đối tác trong các Thỏa thuận thương mại tự do (FTA) mà ASEAN ký (các FTA ASEAN+)
Ngoài các cam kết về thuế quan, ATIGA cũng bao gồm nhiều cam kết khác như: xóa bỏ các hàng rào phi thuế quan, quy tắc xuất xứ, thuận lợi hóa thương mại, hải quan, các tiêu chuẩn và sự phù hợp, các biện pháp vệ sinh dịch tễ.
Biểu cam kết cắt giảm thuế quan trong ATIGA của mỗi nước (Phụ lục 2 của Hiệp định) bao gồm toàn bộ các sản phẩm trong Danh mục hài hóa thuế quan của ASEAN (AHTN) và lộ trình cắt giảm cụ thể cho từng sản phẩm trong từng năm. Do đó, so với CEPT, cam kết thuế quan trong ATIGA rất rõ ràng và dễ  tra cứu.
Các cam kết chính của ATIGA bao gồm:
- Cam kết cắt giảm thuế quan
- Cam kết về Quy tắc xuất xứ và Thủ tục chứng nhận xuất xứ